# Baba-Gebirge
Das Baba-Gebirge (mazedonisch Баба Планина Baba Planina, griechisch Βαρνούντας, Περιστέρι, Varnountas, Peristeri) ist ein Gebirgszug im Südwesten Nordmazedoniens und der Region Makedonien. Es ist Teil des Pindos und trennt den Prespasee von Pelagonien. Sein höchster Berg ist der Pelister mit einer Höhe von 2601 m. i. J., nach dem auch der um den Berg liegende Nationalpark benannt ist. Die nächste Stadt ist Bitola im Osten.
Das Baba-Gebirge ist das dritthöchste Mazedoniens nach dem Korabgebirge und dem Šar Planina. Neben dem Pelister besitzt die Bergkette noch neun weitere Zweitausender. Der Gebirgszug ist eine Wasserscheide, so dass die westlichen in die Adria und die östlichen in die Ägäis münden.